# Byrrhus auromicans
Byrrhus auromicans là một loài bọ cánh cứng trong họ Byrrhidae. Loài này được Kiesenwetter miêu tả khoa học năm 1851.